# 〜突撃!はじめましてバラエティ〜イチゲンさん
『〜突撃!はじめましてバラエティ〜イチゲンさん』（とつげき はじめましてバラエティ イチゲンさん）は、テレビ東京系列で2015年10月18日から2017年3月19日まで毎週日曜日21:54 - 22:48に放送されていたバラエティ番組。通算61回（23回+38回）。
なお、2016年5月1日からは『イチゲンさん“おはつ”できますか?』と改題されてリニューアル。その回に登場した達人に“おはつ”（初めて）なことにチャレンジしてもらい、MCも新しいことに挑戦するコーナーが設けられた。また2016年4月10日から同年6月26日までは、直前の日曜21:48 - 21:54に予告番組『イチゲンさんみどころ』も別途放送されていた。
2017年3月19日で終了。後番組は内村光良司会の『にちようチャップリン』。

## 出演者
前番組『トーキョーライブ22時』から引き続き出演。
- 小山慶一郎（NEWS）
- 松岡昌宏（TOKIO）
- 相葉雅紀（嵐）
- 堂本剛（KinKi Kids）
- 安田章大（関ジャニ∞）
- 博多大吉（博多華丸・大吉）

## ネット局
| 放送対象地域   | 放送局         | 系列           | 放送日時                     | 備考       |
| -------------- | -------------- | -------------- | ---------------------------- | ---------- |
| 関東広域圏     | テレビ東京     | テレビ東京系列 | 日曜 21:54 - 22:48           | 制作局     |
| 北海道         | テレビ北海道   | テレビ東京系列 | 日曜 21:54 - 22:48           | 同時ネット |
| 愛知県         | テレビ愛知     | テレビ東京系列 | 日曜 21:54 - 22:48           | 同時ネット |
| 大阪府         | テレビ大阪     | テレビ東京系列 | 日曜 21:54 - 22:48           | 同時ネット |
| 岡山県・香川県 | テレビせとうち | テレビ東京系列 | 日曜 21:54 - 22:48           | 同時ネット |
| 福岡県         | TVQ九州放送    | テレビ東京系列 | 日曜 21:54 - 22:48           | 同時ネット |
| 滋賀県         | びわ湖放送     | 独立局         | 日曜 21:54 - 22:48           | 同時ネット |
| 奈良県         | 奈良テレビ     | 独立局         | 日曜 21:54 - 22:48           | 同時ネット |
| 和歌山県       | テレビ和歌山   | 独立局         | 日曜 21:54 - 22:48           | 同時ネット |
| 山形県         | テレビユー山形 | TBS系列        | 金曜 0:38 - 1:24（木曜深夜） | 遅れネット |
| 福島県         | テレビユー福島 | TBS系列        | 金曜 13:55 - 14:53           | 遅れネット |
| 岩手県         | IBC岩手放送    | TBS系列        | 木曜 14:55 - 15:50           | 遅れネット |
| 新潟県         | 新潟放送       | TBS系列        | 土曜 14:00 - 14:54           | 遅れネット |
| 富山県         | 北日本放送     | 日本テレビ系列 | 火曜 0:59 - 1:59（月曜深夜） | 遅れネット |
| 青森県         | 青森放送       | 日本テレビ系列 | 日曜 13:40 - 14:35           | 遅れネット |

- 上記の独立局では通常同時ネットであるが、あくまで番販ネットのため、自主編成（高校野球ハイライト、地方選挙開票特番など）のために臨時非ネットまたは遅れネットとなることがあった。

### 過去のネット局
- 岐阜放送：基本的に同時ネットで放送されていたが[注 5]、2017年1月29日の放送分をもって打ち切り。

## スタッフ
•=おはつ（2016年5月1日以降）から加入
- ナレーション：DJ TARO（•）
- 構成：福原フトシ、松井洋介、大井洋一、安部裕之、加藤ゆうた、鈴木悟史（全員→•）
- TD•：野瀬一成、山岸慶太郎（週替り）
- CAM•：山岸慶太郎、宮川量康（宮川→回によってはロケ技術・TD）、吉田和雄、滝瀬勝彦、平島輝久、菊地裕介、田中圭介（週替り）
- 映像•：長沼伸明、佐久間元貴、宮前早智、辻源之、中山拓、早川友也、入江俊之、三浦宏一、細田純一郎（週替り）
- 音声•：永久保仁志、小笹直樹（小笹→回によってはCAM）、湯面由香里、松本直人、佐藤達也（週替り）
- 照明•：井町成宏、中上歩、古川雅士、大井剛、翁美希子（週替り）
- ロケ技術：江藤恭真、大塚孝輔（大塚→回によっては映像）、蒲原知孝、森田誠司、古本春樹、堅岩功、徳久裕（徳久→回によっては音声）、宮川量康、橋本弘行、川口宏樹、行廣晋一、和泉隆之、稲熊真司、小川正明、松岡達也、富永浩、水口智博、川崎修、中村陽一、松上広宣、沼田善、新井直樹、島田一男、長田洋平、岩瀬靖生、奥村知樹、大井剛、矢田部修、李承宰、河部謙、重松敦、松尾俊一郎、高橋勝昭、北條英樹、深澤寛志、牧野治紀、一木知英、河部謙一、横田浩幸、長田洋平、井澤和彦、岡澤信吾、濱田和義、工藤雅也、高山謙一、西尾昌英、佐々木哲夫、山下貴之、畠中宏、稲熊真司、横山隆文（46人共→•）（週替り）
- 美術：小野清菜、岩本朝美（岩本→•）
- 大道具：佐藤隆幸（東宝舞台）•
- 小道具：舘直樹（テレフィット）•
- アクリル：是安弘樹（ナカムラ綜美）•
- メイク：山田かつら
- デザイン：アニメトロイカ•
- CG：アイヴリックスタジオ•
- 編集：村田清和•
- MA：阿世知貴彦•
- 音効：松田創（Thee BLUEBEAT）•
- リサーチ：スコープ、ビスポ（2つ共→•）
- 番宣：梅山文都
- デスク：渡邉京子
- 技術協力：港家、J-crew、エスユー、共同テレビ、テーク・ワン、スリーカム、テックサービス、プレゼンス・クルー、ウインプラス、千代田ビデオ、ニュー・アーク、マリポーサカンパニー、アイ・ティー・ビー、turn up、タイムリー、GlVS、TPブレーン、SDTエンタープライズ、フォーティフォー、映像新社、エプズプロ、ブルブル、ビジュアルコミュニケーションズ、ユニテックビジョン（J以降→•）
- 美術協力：テレビ東京アート、フジアール、ル・オブジェ・アール・スタジオ（フジ→•）
- スタイリスト：四方修平、吉田幸弘、渡辺奈央、井元文子（井元→•）（週替り）
- 企画：藤島ジュリーK.
- 協力：ジャニーズ事務所
- AP：田端李紗、中嶋希理子（毎週）、大城裕子、黒崎健一（週替り）
- AD：市村祐馬(真)、高倉亮平、松本和也、安田幸平、芝崎綾香、榎本香里、飯干史菜、寺山将史、橋口大翔、岩沢由紀、小中咲季、菅野秋穂、川根章範、菊池美恵、堀田ひろむ、菅野秋穂、吉岡裕貴、山本裕典、繁田植文、田代和総、浅川智実（週替り）
- ディレクター：山口貴由、久岡佳樹、神山友和、永井洋之、三浦信一、武井陽介、平賀知博、山田翔太、荻野和人（荻野→以前は演出）、曽我和隆、新井若菜、西重雄、稲葉則央、福本俊二、立野明史、小林正純、岡順一郎、大竹正裕、高柳大輔、石垣俊介、白石宗之、緑川大介、渡辺康史、田中惇、谷口仁則、齋藤裕二、近藤創、鈴木慶昭（週替り）
- 演出：石井辰之介、袰川斉（2人共→•）
- 総合演出：株木亘•
- プロデューサー：大庭竹修、石井成臣、都志修平（ジャニーズ事務所）（毎週）／古谷将彦、小野元照、谷内愛（大庭竹・古谷・小野・谷内→•、谷内→以前はAP）（週替り）
- チーフプロデューサー：櫻井卓也（2017年2月5日 - 、･）
- 制作協力：unit、WHOLEMAN、やんかわ商店（全部→•）
- 製作著作：テレビ東京

### 過去のスタッフ
- ナレーション：服部潤、福田典子（テレビ東京アナウンサー）（福田→･）
- 構成：相澤昇、寺田智和、永井ふわふわ、福田卓也、なかじまはじめ、あないかずひさ（なかじま・あない→･）
- デザイン：ニイルセン
- CG：ALEX
- 編集・MA：aaiスタジオ
- 音効：小田切暁、浅井孟義
- 技術協力：SWISH JAPAN
- 車輌：IBEX
- AP：田澤春菜
- AD：古川智、加藤理恵、伊藤泰周、相原久美子、丸山奏絵、森田祥平、麻生達郎、斉藤彰一、垣内洋一郎、舘野智昭、比嘉愛佳、グディエレス・マシエル、了舟隼人
- ディレクター：小平英希、板川侑右、丸山憲司、小松将臣、岩淵渡、奈良部隆久、仲野治夫、丸山仁、大山将平、甲斐将之、国玉靖仁、篠田栄一、日比野大輔、渡辺章仁、赤石貴弘、松本哲也、田上晃一、小島隆史、松井一樹、道解誠亮、坂本憲史、浅川政樹、阿部裕(祐)一郎、松井美保、須藤孝幸、梶山飛博、大矢啓太、岡本光弘、松原広直、真山善貴、藤倉健太郎、三宅大介、佐藤珠恵、佐々木貴彦、佐藤嘉一
- 演出：岡崎昇平、高橋久直、かげやま竜彦、杉本憲隆
- プロデューサー：神山祐人／穴澤利香、福田直幸、飯田進、早川賢司、早坂香里、関本薫子（関本→以前はAP）（週替り）
- 総合演出・プロデューサー：佐久間宣行
- チーフプロデューサー：関光晴、縄谷太郎（縄谷→2016年7月3日 - 2017年1月、･）
- 制作協力：GOLDSHIP、AO,inc.、花組、glow’s（週替わり）